# Tableau des médailles des Jeux olympiques d'hiver de 2014

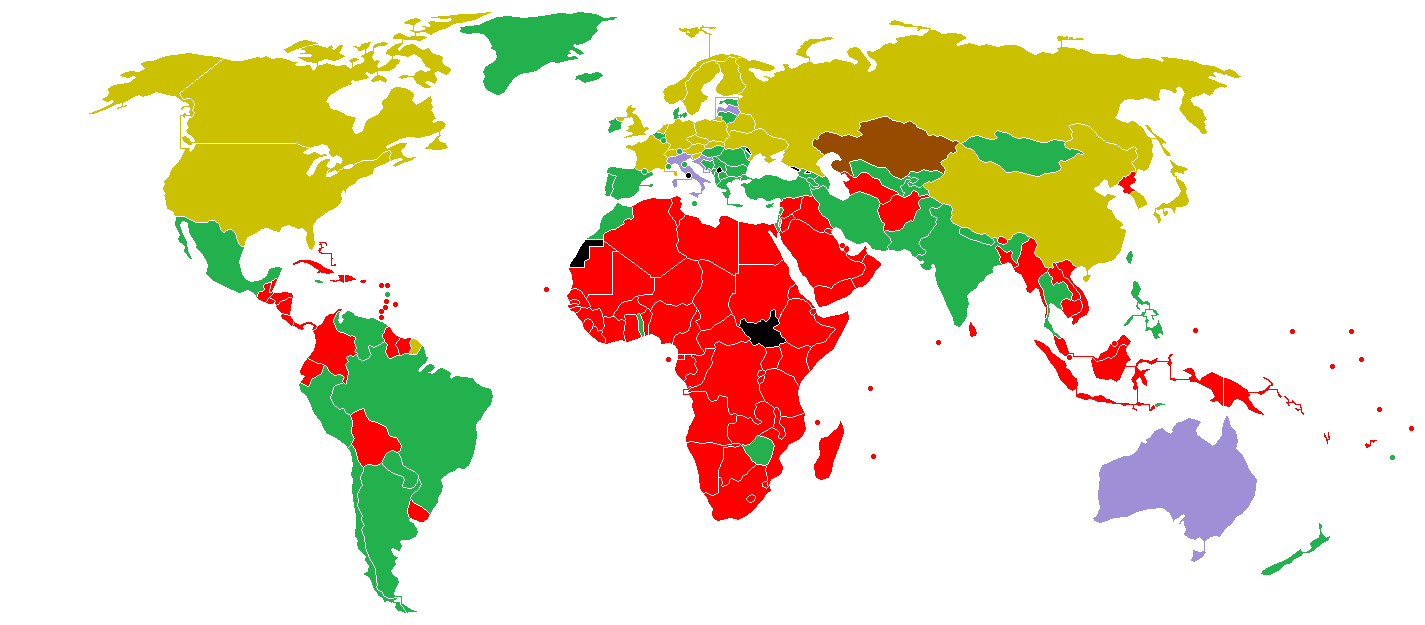
Carte du monde montrant la répartition des médailles par pays pour les Jeux olympiques de 2014.
Or : nations ayant remporté au moins une médaille d'or.
Argent : nations ayant remporté au moins une médaille d'argent.
Bronze : nations ayant remporté au moins une médaille de bronze.
Vert : nations n'ayant remporté aucune médaille.
Rouge : nations n'ayant pas participé à ces Jeux.

Le tableau des médailles des Jeux olympiques d'hiver de 2014 donne le classement des nations par nombre de médailles d'or, d'argent et de bronze remportées aux Jeux olympiques d'hiver de 2014, tenus du 6 au 23 février 2014 à Sotchi, en Russie. 26 nations, sur 88 participantes, repartent de ces Jeux de Sotchi avec au moins une médaille.
Initialement, la Russie, pays organisateur, termine en tête du classement avec 33 médailles au total (dont 13 en or), mais 4 médailles, dont 2 en d'or lui sont retirées en raison d'un dopage généralisé. La Norvège termine deuxième avec 26 médailles (11 en or, 5 en argent et 10 en bronze), le Canada suit avec 25 médailles (10 en or, 10 en argent et 5 en bronze), les États-Unis avec 28 médailles (9 en or, 9 en argent et 10 en bronze). Les Pays-Bas sont également bien placés avec un total de 24 médailles, dont 8 en or. Vingt-trois de ces médailles sont remportées en patinage de vitesse. C'est la première fois qu'un pays remporte autant de médailles dans une discipline des Jeux d'hiver.
Deux médailles d'or, une à la Slovénie et une à la Suisse, sont attribuées pour la descente féminine en ski alpin. C'est la première fois qu'il y a une égalité à la première place d'une épreuve olympique de ski alpin. Aucune médaille d'argent n'est décernée. Deux médailles de bronze, une au Canada et une aux États-Unis, sont attribuées après une égalité dans le super G masculin, également en ski alpin.

## Tableau des médailles
Le tableau ci-dessous est l'original avant les disqualifications de plusieurs athlètes russes. Le tableau du classement des médailles par pays se base sur les informations fournies par le Comité international olympique (CIO) et est en concordance avec la convention du CIO relative aux classements des médailles. Par défaut, c’est le classement suivant le nombre de médailles d'or remportées par pays (à savoir une entité nationale représentée par un Comité national olympique) qui prévaut. À nombre égal de médailles d'or, c'est le nombre de médailles d'argent qui est pris en considération. À nombre égal de médailles d'argent, c'est le nombre de médailles de bronze qui départage deux nations. En cas d’égalité, toutes médailles confondues, les nations occupent le même rang dans le classement et sont listées par ordre alphabétique.

Plan du parc olympique.

- Pays organisateur ( Russie)

| Rang  | Nation             | Or | Argent | Bronze | Total |
| ----- | ------------------ | -- | ------ | ------ | ----- |
| 1     | Norvège            | 11 | 6      | 10     | 27    |
| 2     | Russie             | 10 | 10     | 9      | 29    |
| 3     | Canada             | 10 | 10     | 5      | 25    |
| 4     | États-Unis         | 9  | 9      | 10     | 28    |
| 5     | Allemagne          | 9  | 5      | 5      | 19    |
| 6     | Pays-Bas           | 8  | 7      | 9      | 24    |
| 7     | Suisse             | 7  | 2      | 2      | 11    |
| 8     | Biélorussie        | 5  | 0      | 1      | 6     |
| 9     | Autriche           | 4  | 9      | 4      | 17    |
| 10    | France             | 4  | 4      | 7      | 15    |
| 11    | Pologne            | 4  | 1      | 1      | 6     |
| 12    | Chine              | 3  | 4      | 2      | 9     |
| 13    | Corée du Sud       | 3  | 3      | 2      | 8     |
| 14    | Suède              | 2  | 7      | 6      | 15    |
| 15    | République tchèque | 2  | 4      | 3      | 9     |
| 16    | Slovénie           | 2  | 2      | 4      | 8     |
| 17    | Japon              | 1  | 4      | 3      | 8     |
| 18    | Finlande           | 1  | 3      | 1      | 5     |
| 19    | Grande-Bretagne    | 1  | 1      | 3      | 5     |
| 19    | Lettonie           | 1  | 1      | 3      | 5     |
| 21    | Ukraine            | 1  | 0      | 1      | 2     |
| 22    | Slovaquie          | 1  | 0      | 0      | 1     |
| 23    | Italie             | 0  | 2      | 6      | 8     |
| 24    | Australie          | 0  | 2      | 1      | 3     |
| 25    | Croatie            | 0  | 1      | 0      | 1     |
| 26    | Kazakhstan         | 0  | 0      | 1      | 1     |
| Total | Total              | 99 | 96     | 99     | 294   |

## Changement du tableau des médailles
Le 18 juillet 2016, un rapport est publié affirmant que le gouvernement russe a permis l'utilisation de drogues améliorant la performance par les athlètes russes aux Jeux olympiques d'hiver de 2014.
Le 9 décembre 2016, un rapport de l'Agence mondiale antidopage développe le rapport précédent et inclut la note suivante : « Two [Russian] [sport] athletes, winners of 4 Sochi Olympic Gold medals, and a female Silver medal winner in [sport] had samples with salt readings that were physiologically impossible" and that "Twelve [Russian] medal winning athletes ... from 44 examined samples had scratches and marks on the inside of the caps of their B sample bottles, indicating tampering ». Si les rapports entraînent des disqualifications, le tableau des médailles est susceptible d'être mise à jour par le CIO.
En décembre 2016, à la suite de la publication du rapport McLaren sur le dopage russe aux Jeux olympiques de Sotchi, le Comité international olympique annonce l'ouverture d'une enquête sur 28 athlètes russes aux Jeux olympiques de Sotchi. La Gazzetta dello Sport rapporte les noms de 17 athlètes, dont 15 sont parmi les 28 sous enquête. L'équipe russe pourrait potentiellement être dépouillée de jusqu'à 16 médailles olympiques parmi ces athlètes.
Trois patineuses artistiques sont désignées comme faisant l'objet d'une enquête. Il s'agit d'Adelina Sotnikova, médaillée d'or en simple, ainsi que de Tatiana Volosozhar et Ksenia Stolbova. Volosozhar et Stolbova ont respectivement remporté des médailles d'or et d'argent en couple. Les deux ont également remporté des médailles d'or dans l'épreuve par équipe, ce qui risque également de faire perdre leur médaille d'or aux huit autres médaillés de l'équipe .
En décembre 2016, six skieurs sont suspendus de toute compétition sur la base du rapport McLaren : Evgeniy Belov, Alexander Legkov, Alexey Petukhov, Maxim Vylegzhanin, Julia Ivanova et Evgenia Shapovalova. Legkov a remporté une médaille d'or et une d'argent, et Vylegzhanin a remporté trois médailles d'argent.
L'Union Internationale de Biathlon a suspendu deux biathlètes qui étaient dans les Jeux de Sotchi : Olga Vilukhina et Yana Romanova, selon La Gazzetta dello Sport. Vilukhina a remporté l'argent au sprint, et les deux femmes faisaient partie de l'équipe de relais qui a remporté la médaille d'argent.
La Fédération Internationale de Bobsleigh et Skeleton a suspendu quatre athlètes. Ils sont parmi les six athlètes de l'équipe du skeleton : Nikita Tregubov, Alexandre Tretyakov, Sergey Chudinov, Elena Nikitina, Maria Orlova et Olga Potylitsina. Tretyakov a remporté une médaille d'or, et Nikitina a remporté une médaille de bronze. Le 22 novembre 2017, le CIO retire ces médailles et bannit à vie ces quatre athlètes de toutes compétitions olympiques.
En novembre 2017, les premières disqualifications tombent. Alexander Legkov est privé de son titre et interdit de participation aux prochains JO d'hiver. La médaille d'argent obtenue sur le relais 4x10 km est également retirée à l'équipe russe, en raison de la présence de Legkov. Le 9 novembre 2017, Maxim Vylegzhanin est disqualifié pour dopage par le CIO et perd les trois médailles d'argent gagnées aux Jeux de Sotchi 2014. Il est banni à vie, tout comme ses compatriotes Alexey Petukhov, Julia Ivanova et Evgenia Shapovalova.
Sept joueuses de hockey sur glace russes devaient avoir des auditions devant la Commission Oswald le 22 novembre 2017. Les identités des sept joueuses n'ont pas été révélées. Deux des sept sont accusées d'avoir soumis des échantillons montrant des résultats qui étaient physiquement impossibles pour une femme. L'équipe féminine russe de hockey sur glace a terminé sixième à Sotchi 2014.
Le 24 novembre 2017, le CIO disqualifie et bannit à vie des épreuves olympiques le bobeur Aleksandr Zubkov, qui a remporté deux médailles d'or et la patineuse de vitesse Olga Fatkulina, qui a remporté la médaille d'argent. Tous leurs résultats sont annulés, ce qui signifie que la Russie perd sa première place au classement des médailles. Cependant, à la fin du mois de janvier 2018, le Tribunal arbitral du sport a donné raisons à 28 athlètes russes et 9 médailles sur 13 (dont trois en or) ont été rétablies, permettant à la Russie de revenir à la première place.
En 2020, le Tribunal arbitral du sport annule la suspension à vie de la biathlète Olga Vilukhina et restaure ses résultats individuels obtenus lors des Jeux olympiques de 2014, dont sa médaille d'argent obtenue au sprint.